# Myrmarachne turriformis
Myrmarachne turriformis är en spindelart som beskrevs av Badcock 1918. Myrmarachne turriformis ingår i släktet Myrmarachne och familjen hoppspindlar. Inga underarter finns listade i Catalogue of Life.